# Szívtipró gimi (televíziós sorozat, 1994)
A Szívtipró gimi (eredeti cím: Heartbreak High) egy 1994 és 1999 között bemutatott ausztrál televíziós sorozat, amelyet Szívtipró kölyök címmel egy film előzött meg 1993-ban. Magyarországon először a TV2 mutatta be 1995. augusztus 6-án, majd 2002. június 24-től a Duna Televízió is műsorra tűzte.

## Történet
A sorozatban a tizenéves kamaszok középiskolás életébe nyerünk bepillantást az 1990-es években, tanárokkal, problémákkal, örömökkel, szerelemmel fűszerezve.

## Szereplők
| Szerep                         | Színész                 | Magyar hang                                       |
| ------------------------------ | ----------------------- | ------------------------------------------------- |
| Charles 'Charlie' Byrd         | Sebastian Goldspink     | Markovics Tamás                                   |
| Katerina 'Kat' Ioannou         | Ada Nicodemou           | Major Melinda (1. hang) Somlai Edina (2. hang)    |
| Nicolas 'Nick' Poulos          | Alex Dimitriades        | Széles László                                     |
| Matt Logan                     | Vince Poletto           | Minárovits Péter                                  |
| Jodie Cooper                   | Abi Tucker              | Rudolf Teréz                                      |
| Mr. William 'Bill' Southgate   | Tony Martin             | Fazekas István                                    |
| Costa 'Con' Bordino            | Salvatore Coco          | Viczián Ottó                                      |
| Danielle Miller                | Emma Roche              | Madarász Éva                                      |
| Lucy Weston                    | Alexandra Brunning      | Balázs Ágnes                                      |
| Peter Rivers                   | Scott Major             | Hevér Gábor                                       |
| Rossette 'Rose' Malouf Tran    | Katherine Halliday      | Náray Erika                                       |
| Steve Wiley                    | Corey Page              | Bor Zoltán                                        |
| Yola Fatoush                   | Doris Younane           | Andresz Kati                                      |
| Helen Bordino                  | Barbara Gouskos         | Menszátor Magdolna                                |
| Roberto Bordino                | Ivor Kants              | Kőszegi Ákos                                      |
| Effie Poulos                   | Despina Caldis          | Nemes Takách Kata                                 |
| Jim Deloraine                  | Stephen O'Rourke        | Papp János                                        |
| Declan Costello                | Rupert Reid             | Lux Ádám                                          |
| Allie Matts                    | Inge Hornstra           | Kisfalvi Krisztina                                |
| Anastasia 'Stassy' Sumich      | Tara Jakszewicz         | Csondor Kata                                      |
| Alan Bolton                    | Jon Pollard             | Gáspár András                                     |
| June Dyson, igazgató           | Diane Craig             | Kovács Nóra                                       |
| Mr. Thomas 'Tom' Summers       | Simon Baker             | Csonka András                                     |
| Ms. Rhonda 'Ronnie' Brooks     | Denni Gordon            | Prókai Annamária                                  |
| Sam Robinson                   | Kym Wilson (1994-95)    | Spilák Klára                                      |
| Jill Delaine                   | Morna Seres (1997-1999) | Spilák Klára                                      |
| George Poulos                  | Nico Lathouris          | Varga T. József                                   |
| Mr. Andrew Bell                | Ian Bliss               | Schnell Ádám                                      |
| Christina Milano               | Sarah Lambert           | Kiss Erika                                        |
| Chaka Cardenes                 | Isabella Gutierrez      | Varga Zsuzsa                                      |
| Jack Tran                      | Tai Nguyen              | Bolba Tamás                                       |
| Mr. Graham Brown               | Hugh Baldwin            | Epres Attila                                      |
| Ruby                           | Jan Adele               | Halász Aranka                                     |
| Irini Poulos                   | Elly Varrenti           | Némedi Mari                                       |
| Melanie Black                  | Rebecca Smart           | Roatis Andrea                                     |
| Ryan Scheppers                 | Rel Hunt                | Seszták Szabolcs                                  |
| Hilary Scheppers               | Tina Bursill            | Molnár Zsuzsa                                     |
| Anita Scheppers                | Lara Cox                | Haumann Petra (1.-3. hang) Bognár Anna (2. hang)  |
| Bogdan Drazic                  | Callan Mulvey           | Dózsa Zoltán (1. hang) Galambos Péter (2. hang)   |
| Les Bailey                     | Peter Sumner            | Galkó Balázs                                      |
| Stephanie Tan/Mai Hem          | Nina Liu                | Biró Anikó                                        |
| Phil North                     | Peter Phelps            | Csankó Zoltán                                     |
| Peter 'D'Espo' D'Esposito      | Mario Gamma             | Crespo Rodrigo (1. hang) Boros Zoltán (2. hang)   |
| Nat Delaine                    | John Walton             | Kárpáti Tibor (1. hang) Harsányi Gábor (2. hang)  |
| Dennis Klinsmann               | Putu Winchester         | Csőre Gábor                                       |
| Sarah Livingstone              | Nathalie Roy            | Dögei Éva                                         |
| Albers                         | Frederick Miragliotta   | Lippai László                                     |
| Kath Livingston                | Elaine Hudson           | Fehér Júlia                                       |
| Nikki Ruark                    | Fleur Beaupert          | Mezei Kitty                                       |
| Diana 'Di' Barnett, igazgató   | Andrea Moor             | Orosz Anna                                        |
| Alan Carson                    | John Gregg              | Versényi László                                   |
| Zac Croft                      | Luke Jacobz             | Glósz Viktor                                      |
| Tim Mason                      | Mark Owen-Taylor        | Németh Gábor                                      |
| Marco/Marc Vialli              | Danny Raco              | Előd Álmos                                        |
| Ms. Jacqueline 'Jackie' Kassis | Elena Carapetis         | Huszárik Kata                                     |
| Tessa 'Tess' Mason             | Katherine Hicks         | Szénási Kata                                      |
| Gemma 'Gem' Whitely            | Bianca Nacson           | Solecki Janka                                     |
| Thania Saya                    | Tasneem Roc             | Simonyi Piroska                                   |
| Stella Ioannou                 | Peta Toppano            | Kocsis Mariann                                    |
| Kurt Peterson                  | Jeremy Lindsay Taylor   | Vári Attila                                       |
| Lee Delaine                    | Marcel Bracks           | Hamvas Dániel (1. hang) Dányi Krisztián (2. hang) |